# Petit muscle de l'hélix
Le petit muscle de l'hélix  est un petit muscle cutané intrinsèque de l'oreille.

## Origine
Le petit muscle de l'hélix nait en arrière de l'épine de l'hélix.

## Trajet
Les fibres musculaires descendent obliquement en arrière. Il recouvre la partie de l'hélix juste au-dessus du tragus.

## Insertion
Le petit muscle de l'hélix se termine dans la peau de la racine de l'hélix.

## Innervation
Le petit muscle de l'hélix est innervé par un rameau de la branche temporo-faciale du nerf facial.

## Action
Le petit muscle de l'hélix ajuste la forme du bord antérieur du cartilage de l'oreille, mais cette action est très minime.

## Embryologie
Le muscle est dérivé du deuxième  arc branchial.

## Anatomie comparée
Il semble que ce n'est que chez les primates que le grand muscle de l'hélix et le petit muscle de l'hélix soient deux muscles distincts.